# شون دولان
شون دولان (بالإنجليزية: Sean Dolan)‏ هو لاعب هوكي الجليد أمريكي، ولد في 11 فبراير 1988 في تشيسترفيلد في الولايات المتحدة.

## وصلات خارجية
- شون دولان على موقع دوري الهوكي الوطني (الإنجليزية)
- شون دولان على موقع EliteProspects.com (الإنجليزية)
- شون دولان على موقع Eurohockey.com (الإنجليزية)
- شون دولان على موقع HockeyDB.com (الإنجليزية)